# Cycloleberis
Cycloleberis is een geslacht van kreeftachtigen uit de klasse van de Ostracoda (mosselkreeftjes).

## Soorten
- Cycloleberis brady Poulsen, 1965
- Cycloleberis bradyi Poulsen, 1965
- Cycloleberis christiei Kornicker & Maddocks, 1977
- Cycloleberis galatheae Poulsen, 1965
- Cycloleberis lobiancoi (Mueller, 1894) Skogsberg, 1920
- Cycloleberis ovulum (Brady, 1898) Skogsberg, 1920
- Cycloleberis priacanthus (Tressler, 1949) Poulsen, 1965
- Cycloleberis sphaerica (Tressler, 1949) Poulsen, 1965
- Cycloleberis squamiger (Scott, 1894) Kornicker & Caraion, 1974
- Cycloleberis tenera (Brady, 1898) Skogsberg, 1920
- Cycloleberis tripla (Tressler, 1949) Poulsen, 1965